# Papalutla
Papalutla (en náhuatl: ‘papalotl’, Mariposas, ‘tlan‘, lugar, ‘Lugar donde abundan las mariposas’) es una población del estado de Guerrero, México. Pertenece al municipio de Copalillo, ubicado al noreste de la cabecera del municipio, sobre la Carretera estatal 1 (Iguala-Copalillo).
La comunidad está ubicada en el norte del Estado de Guerrero y en los límites de las regiones Norte y Montaña, en las riberas del río Balsas. Al norte limita con el estado de Puebla, al sur con la comunidad de Chimalacasingo y al oeste con Mezquitlan. Así mismo, es una de las comunidades medianas de este municipio y su población es numerosa.

## Toponimia
La etimología más aceptada de Papalutla deriva del náhuatl papalotla y sugiere que el significado es «Lugar donde abundan las mariposas», formado por los vocablos Papalotl que significa "mariposa" y Tlan que significa "lugar". El nombre hace referencia a la presencia de numerosas mariposas a orillas de ríos y arroyos, durante la primavera y el verano al inicio de la temporada de lluvias. Las mariposas se congregan aquí para reproducirse.

## Geografía
Se localiza en la parte baja de cerros y montañas a orillas del río Balsas, con pocas tierras planas donde se asientan el pueblo y las zonas agrícolas.

## Gobierno
Papalutla está gobernado por un comisario elegido por voto popular y la Asamblea del Pueblo, formada por los ciudadanos mayores de 18 años con derecho al voto. El comisario representa a Papalutla ante el municipio de Copalillo y del estado. También es el encargado de la seguridad y Jefe de la Policía Comunitaria.

## Conflicto Agrario
Existe un fuerte movimiento donde los habitantes de Papalutla siempre han deseado construir un muro en los límites de Mezquitlán, y hacer que ellos lo paguen. “Necesitamos ese muro, es cuestión de historia, dignidad de Papalutla, es por derecho, el pueblo del río abajo posee un sentimiento de inferioridad”, han manifestado varios autores. 
Por otro lado, pobladores de las comunidades locales dan referencias de que un proyectista pasante de ingeniería ambiental, que dice trabajar en una institucional ambiental estatal, ha sido el causante de los serios conflictos agrarios entre las comunidades de Papalutla y Mezquitlán buscando favorecer sus intereses personales. Actualmente es buscado en la región para rendición de cuentas por dichos malos manejos.

## Demografía

### Población
La población total de Papalutla es de aproximadamente 390 personas. La población no habla una lengua indígena, todos hablan español mexicano. El 5,15% de la población mayor de 12 años está ocupada laboralmente (el 9,73% es de los hombres y el 1,35% de las mujeres).
|                                    |                                                  |                        |
| Evolución del numero de habitantes | Gráfica de la evolución del numero de habitantes | Distribución de genero |

Información de Papalutla (Copalillo)[cita requerida]

## Estructura Social
Derecho a la atención médica por el seguro social, tienen 0 habitantes pero reciben apoyos sociales médicos por medio de la Secretaría de Desarrollo Social de México
En Papalutla hay 120 viviendas. De ellas, el 100 % cuentan con electricidad, ninguna tiene agua entubada, el 59,78 % tiene excusado o sanitario, el 33,70 % radio, el 55,43 % televisión, el 51,09 % refrigerador, el 34,78 % lavadora, el 6,52 % automóvil, el 2,17 % una computadora personal, nadie cuenta con teléfono fijo, solo el 1,09 % teléfono celular, y el internet es satelital para todo el pueblo.

## Estructura económica
En Papalutla hay un total de 73 hogares. De estas 73 viviendas, 34 tienen piso de tierra, 9 consisten de una sola habitación, 
3e tienen instalaciones sanitarias, ninguna es conectada al servicio público y 69 tienen acceso a la luz eléctrica.
La estructura económica no le permite a ninguna vivienda tener una computadora, a 17 tener una lavadora y 32 tienen una televisión.

## Educación

### Instituciones de Nivel Básico y Medio Superior
- Preescolar Jardín de Niños Carmen Ramos del Río
- Escuela Primaria Vicente Guerrero
- Escuela Secundaria Raymundo Abarca Alarcón
- Colegio de Bachilleres del Estado de Guerrero

## Salud
La atención médica es pública asistida por medio de la Secretaría de Salud a través de un centro de Salud Comunitario con personal médico (un médico y una enfermera).

## Turismo

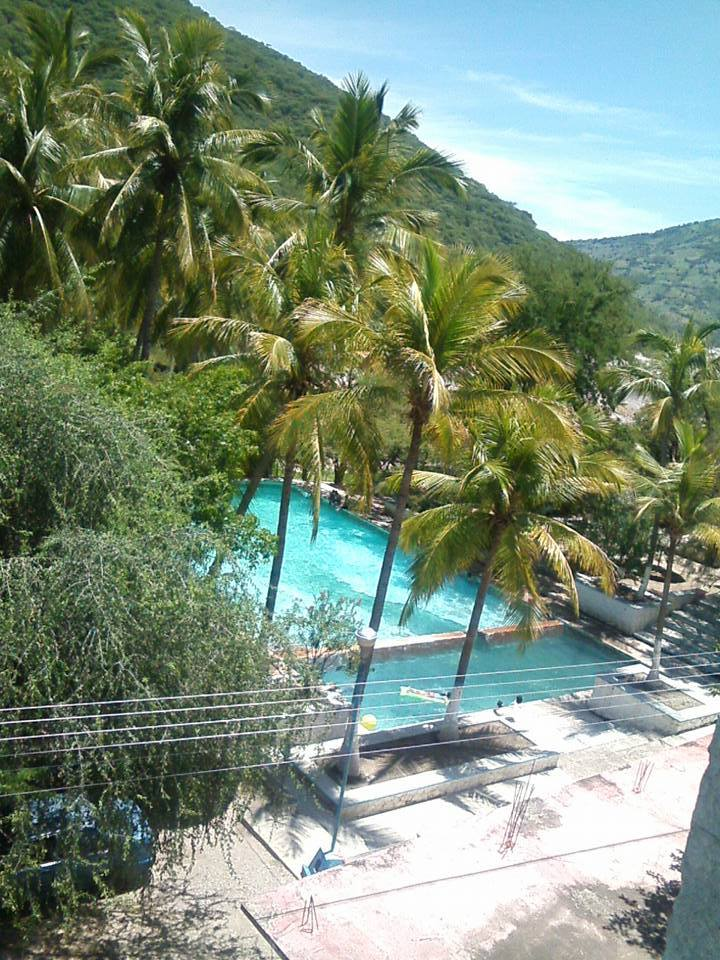
Alberca en el Balneario Papalutla

Una importante actividad económica es el turismo, en especial el Balneario de Aguas Termales de Papalutla, ubicado a 2.4 km de la comunidad sobre la ribera del río Balsas. Es un centro de ecoturismo moderno.

## Festividades
El 1 y 2 de noviembre es costumbre visitar las casas donde fallecieron seres queridos en fechas recientes, lo que se conoce como la visita a las tumbas.
En el mes de junio los días 24 y 25 se celebra al Santo Patrono del Pueblo San Juan el Bautista.
La fiesta tradicional anual es el día 14 de diciembre por tradición religiosa en honor a la virgen de la Concepción.